# Meister der Dangolsheimer Madonna

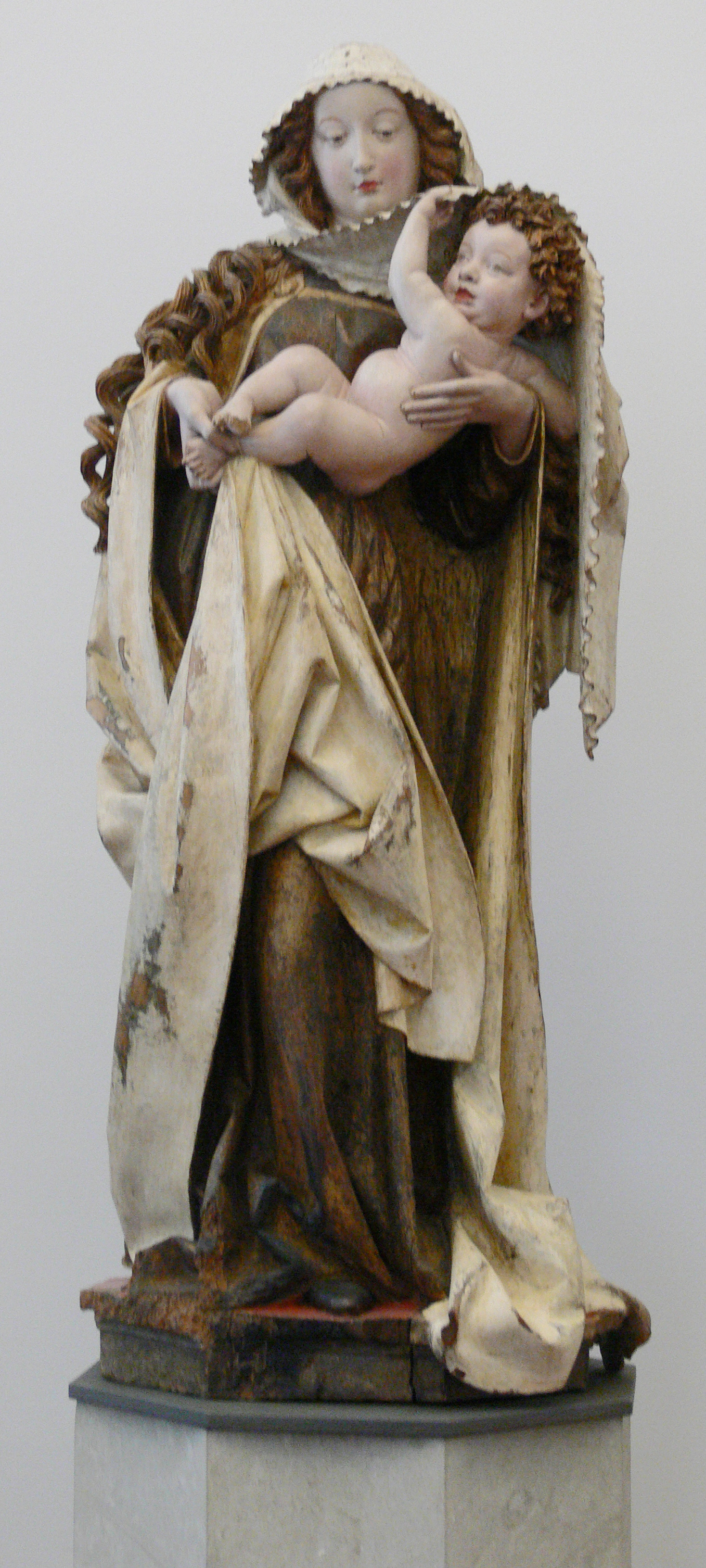
Dangolsheimer Madonna, Berlin, Skulpturensammlung, Straßburg um 1460/65

Mit Meister der Dangolsheimer Madonna (oder Meister der Dangolsheimer Muttergottes) wird ein gotischer Bildschnitzer bezeichnet, der um 1460 im Elsass aus Nussbaumholz eine Figur der Gottesmutter mit dem Jesuskind schnitzte. Das Werk wird heute gerühmt „als eine der großartigsten Madonnenfiguren des späten Mittelalters“.

## Namensgebung
Der Meister der Dangolsheimer Madonna erhielt seinen Notnamen nach seinem mittelalterlichen Werk, das nach Entfernung aus der Kirche in der Neuzeit des 19. Jahrhunderts einige Zeit in dem Ort Dangolsheim einem Privathaus nahe bei Straßburg aufbewahrt wurde. Das heute in der Skulpturensammlung in Berlin ausgestellte Werk zeigt die innovative Arbeitsweise des Künstlers.

## Identifizierung
Man geht allgemein davon aus, dass es sich bei dem Meister der Dangolsheimer Madonna um Niklaus van Leyden handelt, der zur Zeit der Entstehung des Werkes in Straßburg tätig war.

## Werk und Stil
- Die Madonna von Dangolsheim. Berlin, Staatliche Museen zu Berlin - Preußischer Kulturbesitz, Skulpturensammlung, Inv.-Nr. 7055

Die Muttergottes zeichnet sich durch die Lebhaftigkeit der beiden Figuren und ihre Komposition im Dialog zwischen Mutter und Kind aus.